# Safa Jubran
Safa Abou-Chahla Jubran (em árabe: صفاء أبو شهلا جبران, romaniz.: Ṣafāʾ Abū Shaḥlā Jubrān; nascida em Marjeyoun, no Líbano, em 15 de novembro de 1962), mais conhecida profissionalmente como Safa Jubran, ou Safa A-C Jubran, é uma premiada tradutora líbano-brasileira, radicada em São Paulo. Atua como professora e pesquisadora da Universidade de São Paulo, desde 1992, onde desenvolve pesquisas nas áreas de tradução e de linguística. É membra titular da Academia Líbano-Brasileira de Letras, Artes e Ciências (ALB).

## Vida e carreira
Estudou na escola primária Marjoyoun National College, em sua cidade natal, na década de 1970.  Em dezembro de 1982, viajou ao Brasil junto de sua mãe, para visitar sua irmã que vivia no País. No entanto, o agravamento da Guerra do Líbano impediu que elas voltassem ao país de origem. Safa Jubran estudou sozinha a língua portuguesa, e iniciou sua vida acadêmica no Brasil em 1987, quando ingressou no curso de Letras da Faculdade de Filosofia, Letras e Ciências Humanas da Universidade de São Paulo (FFLCH-USP), onde se formou em 1990.  Em 1992, tornou-se professora na Universidade de São Paulo. Concluiu, em 1996, o Mestrado em Linguística pela mesma faculdade, e tornou-se Doutora em Linguística em 2001, com uma linha de pesquisa que analisava aspectos fonéticos e fonológicos do árabe e do português, comparando ambas as línguas. Realizou Pós-Doutorado na área de Linguística, pela Pontifícia Universidade Católica de São Paulo, em 2009. E, em 2010, defendeu sua tese de Livre-Docência na FFLCH-USP. Desde 1993, tem publicado traduções de contos, artigos, poemas, crônicas, romances, dentre outros gêneros, tanto do árabe para o português, quanto do português para o árabe.

## Prêmios
Venceu, em 2019, o prêmio internacional do Sheikh Hamad de Tradução e Entendimento Internacional, entregue pelo Governo do Catar. Em  2014, recebeu da Academia Brasileira de Letras o Prêmio de Tradução, pelo livro E nós cobrimos seus olhos, do escritor egípcio Alaa El Aswany.